# Eenhoorn (financiën)
Een eenhoorn, ook wel unicorn in het Engels, is een term voor een startend bedrijf met een marktwaardering (voor een beursgang of -exit) van meer dan 1 miljard dollar. De term raakte vanaf 2013 in zwang.
Het Amerikaanse tijdschrift Fortune publiceerde in juni 2016 een lijst van 174 eenhoorn-start-ups, waarvan slechts enkele Europese bedrijven. Nieuwssite Venture Beat plaatste eerder begin 2016 een lijst van 229 eenhoorns, waaronder ook bedrijven die al waren overgenomen. Volgens TechCrunch waren er 279 eenhoorns in maart 2018.

## Bedrijven
De grootste wereldwijde eenhoorns zijn:
december 2016
- Uber
- Xiaomi
- Airbnb
- Palantir Technologies
- Didi Kuaidi
- Snapchat
- China Internet Plus
- Flipkart
- SpaceX
- Pinterest

april 2020
- Airbnb
- ByteDance
- Didi Chuxing
- DJI
- Epic Games
- Grab
- Kuaishou
- One97
- SpaceX
- Stripe

juli 2022
- ByteDance
- SpaceX
- SHEIN
- Stripe
- Canva
- Checkout.com
- Instacart
- Databricks
- Revolut
- Epic Games